# SageMath
O SageMath (anteriormente Sage e SAGE, acrónimo em inglês para Sistema Algébrico e Geométrico de Experimentações) é um software de matemática que possui recursos que abrangem muitas áreas, incluindo álgebra, combinatória, análise numérica, teoria dos números e cálculo.
A primeira versão do SageMath foi lançada em 24 de fevereiro de 2005 como um software livre e de código aberto, nos termos da GNU General Public License, com o objectivo de criar uma "alternativa de código aberto a outros programas, como o Magma (sistema algébrico computacional), Maple, Mathematica e MATLAB".
O SageMath utiliza a linguagem de programação Python, suportando programações procedural, funcional e de orientação a objetos.

## Características

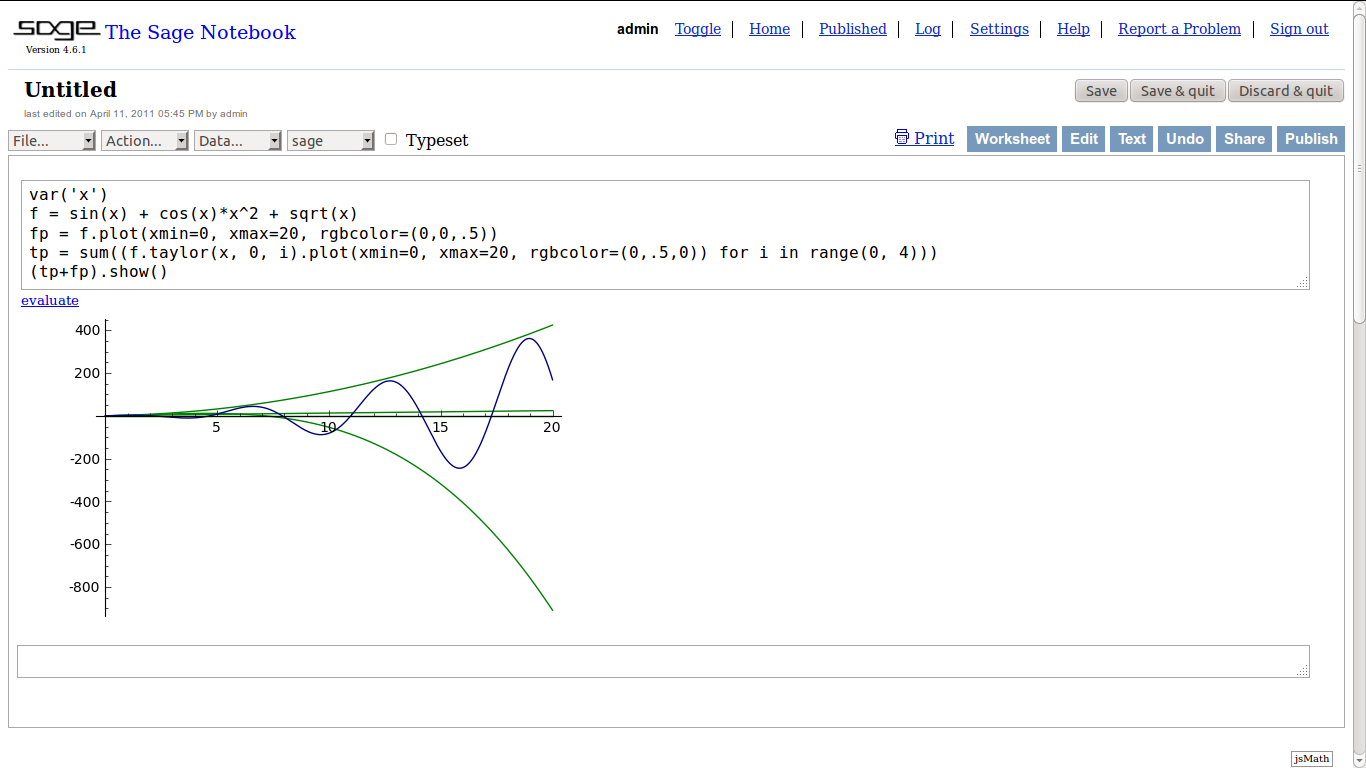
A interface gráfica do SageMath funciona como a maioria dos navegadores web

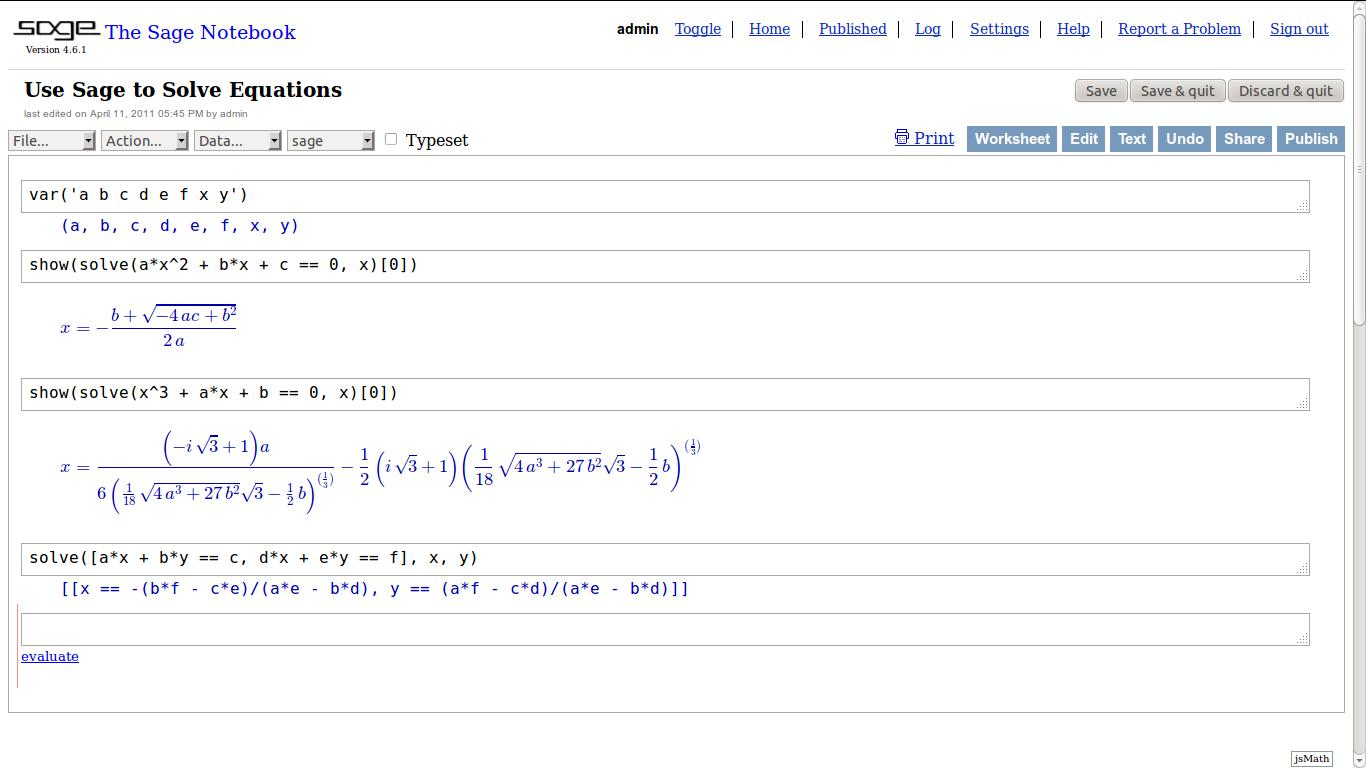
Resolução de equações e de diagramação utilizando a interface web do SageMath

Entre as características do SageMath, estão:
- Uma interface gráfica para revisão e reutilização de entradas e saídas anteriores, incluindo gráficos e anotações de texto. Compatível com os navegadores Firefox, Opera, Konqueror e Safari. Os cadernos podem ser acessados localmente ou remotamente, e a conexão pode ser assegurada com HTTPS.
- Um interpretador de comandos baseado em texto usando IPython.
- Computação paralela, usando processadores multinúcleo, multiprocessamento simétrico e computação distribuída.
- Cálculo, usando Maxima e SymPy.
- Álgebra linear numérica, usando GNU Scientific Library, SciPy e NumPy.
- Bibliotecas de funções elementares e especiais.
- Gráficos 2D e 3D de funções simbólicas e dados numéricos.
- Manipulação de matrizes, incluindo matrizes esparsas.
- Bibliotecas de estatísticas multivariáveis, usando R e SciPy.
- Uma caixa de ferramentas para acrescentar interfaces do utilizador a cálculos e aplicações.
- Ferramentas para o processamento de imagens, usando pylab e Python.
- Ferramentas para visualizar e analisar gráficos.
- Bibliotecas para funções de teoria dos números.
- Filtros para importação e exportação de dados, imagens, vídeo, áudio, CAD e GIS.
- Suporte para números complexos, aritmética de precisão arbitrária e matemática simbólica, sempre que isto for apropriado.
- MoinMoin como um sistema Wiki, para gestão do conhecimento.
- Documentação, usando Sphinx.
- Interface para alguns softwares proprietários, como o Mathematica, Magma (sistema algébrico computacional) e Maple.

## Desenvolvimento

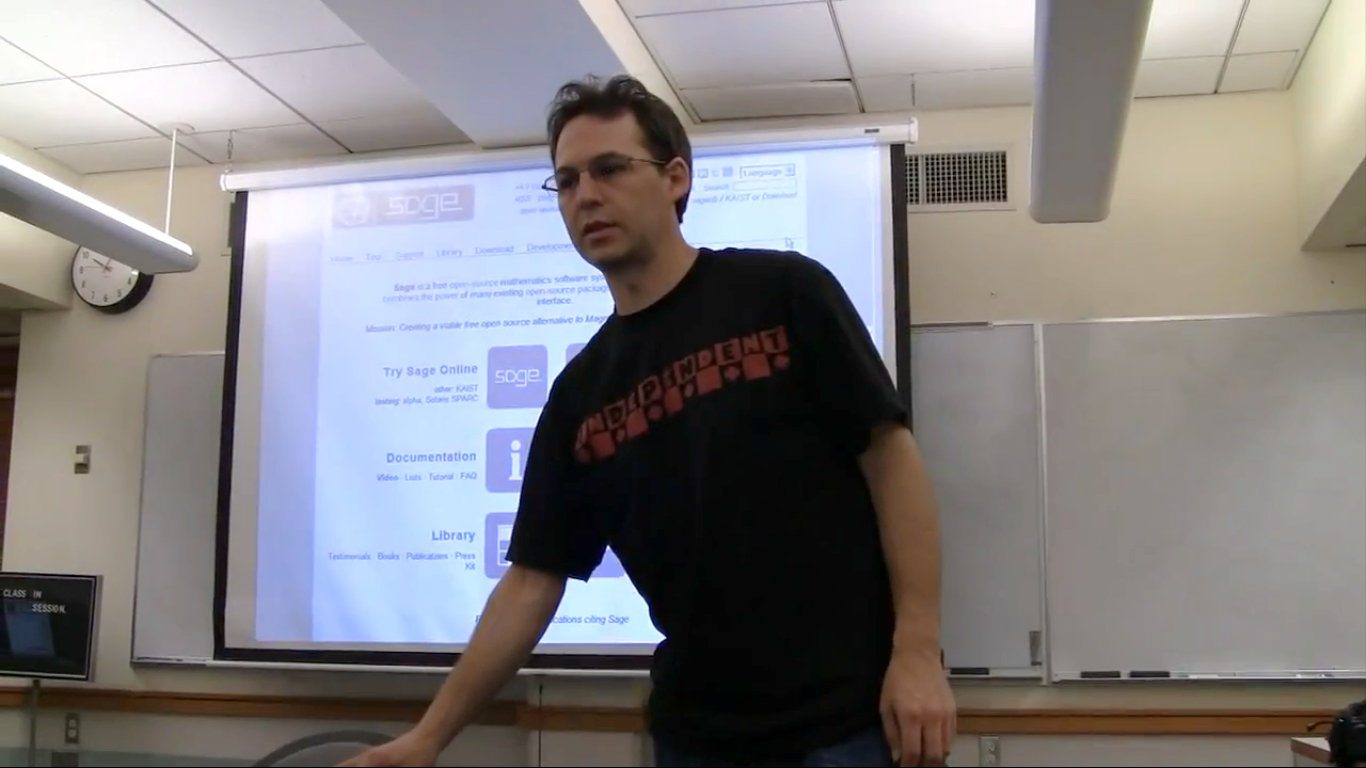
William Stein, desenvolvedor do Sage

William Stein percebeu, ao projectar o SageMath, que já havia muitos softwares de código aberto escritos em diferentes linguagens de programação, a saber, C, C++, Common Lisp, Fortran e Python.
Ao invés de reinventar a roda, o SageMath (que é escrito principalmente em Python e Cython) integra vários softwares de matemática em uma interface comum, para que um utilizador necessite saber apenas Python.
Tanto estudantes quanto profissionais auxiliam no desenvolvimento do SageMath. O desenvolvimento do SageMath é mantido por trabalhos voluntários e doações.

### Histórico de lançamentos
Apenas os maiores lançamentos estão listados abaixo. O Sage segue o conceito "liberação rápida e frequente", lançando novas versões com diferença de poucas semanas ou meses. No total, houve mais de 300 novas versões lançadas, embora a frequência de atualizações tenha diminuído.
| Versão    | Data de lançamento        | Descrição                                                                                       |
| --------- | ------------------------- | ----------------------------------------------------------------------------------------------- |
| 0.1       | Janeiro de 2005           | Inclui PARI, mas não GAP ou Singular                                                            |
| 0.2 - 0.4 | Março a Julho de 2005     | Banco de dados do Cremona, polinômios multivariados, campos finitos grandes e mais documentação |
| 0.5 - 0.7 | Agosto e Setembro de 2005 | Espaços vectoriais, anéis, símbolos modulares e janelas de utilização                           |
| 0.8       | Outubro de 2005           | Distribuição completa do GAP, Singular                                                          |
| 0.9       | Novembro de 2005          | Maxima e clisp adicionados                                                                      |
| 1.0       | Fevereiro de 2006         |                                                                                                 |
| 2.0       | Janeiro de 2007           |                                                                                                 |
| 3.0       | Abril de 2008             |                                                                                                 |
| 4.0       | Maio de 2009              |                                                                                                 |
| 5.0       | Maio de 2012              |                                                                                                 |
| 6.0       | Dezembro de 2013          | Desenvolvimento movido para o Git                                                               |
| 7.0       | Janeiro de 2016           | Melhorias na interface gráfica                                                                  |
| 8.0       | Julho de 2017             |                                                                                                 |
| 9.0       | Janeiro de 2020           | Conversão para Python 3                                                                         |

## Conquistas
Em 2007, o SageMath ganhou o primeiro prémio na divisão de software científico do Les Trophées du Libre, uma competição internacional para software livre.
O SageMath também já foi citado em várias publicações.

## Licença e disponibilidade
O SageMath é software livre, distribuído sob os termos da GNU General Public License, versão 3. O programa está disponível de várias maneiras:
- Pode-se descarregar binários para Linux, OS X e Solaris (sistema operacional) (x86 e SPARC).
- Um live CD contendo o sistema operacional inicializável Linux também está disponível. Isto permite a utilização do SageMath sem a instalação do Linux.

Embora a Microsoft estivesse patrocinando uma versão nativa do SageMath para o sistema operacional Windows, até 2012 não havia planos para o desenvolvimento de uma versão nativa, e os utilizadores do Windows têm actualmente que utilizar máquinas virtuais, como o VirtualBox, para poderem executar o SageMath.
As distribuições Linux em que o SageMath está disponível como um pacote são Ubuntu, Debian, Fedora, Arch Linux, NixOS e GNU Guix System. O SageMath pode ser instalado em qualquer distribuição Linux.

## Pacotes desoftwarecontidos no SageMath
A filosofia do SageMath é a utilização de bibliotecas de softwares de código aberto, onde quer que existam. Por isso, utiliza muitas bibliotecas de outros projectos.
| Álgebra                           | GAP, Maxima, Singular, Macaulay 2            |
| Geometria algébrica               | Singular, Macaulay 2                         |
| Aritmética de precisão arbitrária | MPIR, MPFR, MPFI, NTL, mpmath                |
| Geometria aritmética              | PARI/GP, NTL, mwrank, ecm                    |
| Cálculo                           | Maxima, SymPy, GiNaC                         |
| Combinatória                      | Symmetrica, Sage-Combinat                    |
| Álgebra linear                    | ATLAS, BLAS, LAPACK, NumPy, LinBox, IML, GSL |
| Teoria dos gráficos               | NetworkX                                     |
| Teoria dos grupos                 | GAP                                          |
| Computação numérica               | GSL, SciPy, NumPy, ATLAS, Scilab, GNU Octave |
| Teoria dos números                | PARI/GP, FLINT, NTL, Kash/Kant               |
| Computação estatística            | R, SciPy                                     |

| Shell da linha de comando           | IPython                         |
| Banco de dados                      | ZODB, Python pickles, SQLite    |
| Configuração do tipo de matemática  | LaTeX                           |
| Interface gráfica                   | Sage Notebook, jsmath           |
| Gráficos                            | Matplotlib, Tachyon3d, GD, Jmol |
| Linguagem de programação interativa | Python                          |
| Rede                                | Twisted                         |

## Exemplos de utilização

### Álgebra e cálculo
```
x
,
 
a
,
 
b
,
 
c
 
=
 
var
(
'x, a, b, c'
)

log
(
sqrt
(
a
))
.
simplify_log
()
 
# returns 1/2*log(a)

log
(
a
 
/
 
b
)
.
expand_log
()
 
# returns log(a) - log(b)

sin
(
a
 
+
 
b
)
.
simplify_trig
()
 
# returns sin(a)*cos(b) + sin(b)*cos(a)

cos
(
a
 
+
 
b
)
.
simplify_trig
()
 
# returns -sin(a)*sin(b) + cos(a)*cos(b)

(
a
 
+
 
b
)
^
5
 
# returns (a + b)^5

expand
((
a
 
+
 
b
)
 
^
 
5
)
 
# a^5 + 5*a^4*b + 10*a^3*b^2 + 10*a^2*b^3 + 5*a*b^4 + b^5

limit
((
x
 
^
 
2
 
+
 
1
)
 
/
 
(
2
 
+
 
x
 
+
 
3
 
*
 
x
 
^
 
2
),
 
x
=
Infinity
)
 
# returns 1/3

limit
(
sin
(
x
)
 
/
 
x
,
 
x
=
0
)
 
# returns 1

diff
(
acos
(
x
),
 
x
)
 
# returns -1/sqrt(-x^2 + 1)

f
 
=
 
exp
(
x
)
 
*
 
log
(
x
)

f
.
diff
(
x
,
 
3
)
 
# returns e^x*log(x) + 3*e^x/x - 3*e^x/x^2 + 2*e^x/x^3

solve
(
a
 
*
 
x
 
^
 
2
 
+
 
b
 
*
 
x
 
+
 
c
,
 
x
)
 
# returns [x == -1/2*(b + sqrt(-4*a*c + b^2))/a, x == -1/2*(b - sqrt(-4*a*c + b^2))/a]

f
 
=
 
x
 
^
 
2
 
+
 
432
 
/
 
x

solve
(
f
.
diff
(
x
)
 
==
 
0
,
 
x
)
 
# returns [x == 3*I*sqrt(3) - 3, x == -3*I*sqrt(3) - 3, x == 6]

```

### Equações diferenciais
```
t
 
=
 
var
(
't'
)
 
# define a variable t

x
 
=
 
function
(
'x'
,
 
t
)
 
# define x to be a function of that variable

DE
 
=
 
lambda
 
y
:
 
diff
(
y
,
 
t
)
 
+
 
y
 
-
 
1

desolve
(
DE
(
x
(
x
=
t
)),
 
[
x
,
 
t
])
 
# returns (c + e^t)*e^(-t)

```

### Álgebra linear
```
A
 
=
 
Matrix
([[
1
,
 
2
,
 
3
],
 
[
3
,
 
2
,
 
1
],
 
[
1
,
 
1
,
 
1
]])

y
 
=
 
vector
([
0
,
 
-
4
,
 
-
1
])

A
.
solve_right
(
y
)
 
# returns (-2, 1, 0)

A
.
eigenvalues
()
 
# returns [5, 0, -1]

B
 
=
 
Matrix
([[
1
,
 
2
,
 
3
],
 
[
3
,
 
2
,
 
1
],
 
[
1
,
 
2
,
 
1
]])

B
.
inverse
()
 
# returns

'''[   0  1/2 -1/2]

   [-1/4 -1/4    1]

   [ 1/2    0 -1/2]'''

# Call NumPy for the Moore-Penrose pseudo-inverse, since Sage does not support that yet.

import
 
numpy

C
 
=
 
Matrix
([[
1
 
,
 
1
],
 
[
2
 
,
 
2
]])

matrix
(
numpy
.
linalg
.
pinv
(
C
.
numpy
()))
 
# returns

'''[0.1 0.2]

   [0.1 0.2]'''

```

### Teoria dos números
```
prime_pi
(
1000000
)
 
# returns 78498, the number of primes less than one million

E
 
=
 
EllipticCurve
(
'389a'
)
 
# construct an elliptic curve from its Cremona label

P
,
 
Q
 
=
 
E
.
gens
()

7
 
*
 
P
 
+
 
Q
 
# returns (24187731458439253/244328192262001 : 3778434777075334029261244/3819094217575529893001 : 1)

```